# Krupoderînți, Pohrebîșce
Krupoderînți (în ucraineană Круподеринці) este un sat în comuna Pavlivka din raionul Pohrebîșce, regiunea Vinnița, Ucraina.

## Demografie
Componența lingvistică a localității Krupoderînți
     Ucraineană (98,38%)
     Rusă (1,39%)
     Alte limbi (0,23%)
Conform recensământului din 2001, majoritatea populației localității Krupoderînți era vorbitoare de ucraineană (98,38%), existând în minoritate și vorbitori de rusă (1,39%).

## Legături externe
- pl Krupoderyńce în Dicționarul geografic al Regatului Poloniei și al altor țări slave, volum IV (Kęs — Kutno) anul 1883

- pl Krupoderyńce în Dicționarul geografic al Regatului Poloniei și al altor țări slave, volum XV, p. 2 (Januszpol — Wola Justowska)1902